# Lāleh Bejān
Lāleh Bejān (persiska: لاله بجان) är en ort i Iran.   Den ligger i provinsen Östazarbaijan, i den nordvästra delen av landet, 500 km nordväst om huvudstaden Teheran. Lāleh Bejān ligger 2 268 meter över havet och antalet invånare är 259.
Terrängen runt Lāleh Bejān är kuperad åt sydost, men åt nordväst är den bergig. Runt Lāleh Bejān är det ganska glesbefolkat, med 27 invånare per kvadratkilometer. Närmaste större samhälle är Masqarān, 10,0 km sydost om Lāleh Bejān. Trakten runt Lāleh Bejān består i huvudsak av gräsmarker.